# 灰腹蜂鸟
灰腹蜂鸟（学名：Saucerottia saucerottei）又称鋼臀蜂鳥，是雨燕目蜂鸟科的一种鸟类。
灰腹蜂鸟体重约4.5克，翼长约51.2毫米，嘴峰长约20.7毫米，喙宽度约2.8毫米，喙厚度约2.3毫米，跗蹠长约4.8毫米，尾长约30.9毫米。灰腹蜂鸟在其分布区内为留鸟，其栖息在半开放的灌木丛中，食性为草食性，主要食物来源是植物的花蜜。

## 亚种
- ：分布于哥伦比亚北部和委内瑞拉极西北部。
- ：分布于哥伦比亚西安第斯山脉西坡和考卡山谷省。
- ：分布于委内瑞拉西部的安第斯山脉梅里达州和特鲁希略州。[4]